# De vos en de moeder van zijn petekind
De vos en de moeder van zijn petekind of De vos en vrouw Wolf is een sprookje uit Kinder- und Hausmärchen, de verzameling van de gebroeders Grimm, met als nummer KHM73. De oorspronkelijke naam is Der Fuchs und die Frau Gevatterin.

## Het verhaal
Een wolvin krijgt een kind en vraagt de vos om peetoom te zijn, hij kan het kind van alles leren. Bij het feest eet de vos goed en heeft veel plezier. Hij wil dan naar een schaapskooi met de wolvin en laat haar binnen kruipen. Hij zegt naar de andere kant te gaan, maar gaat eigenlijk bij de rand van het bos liggen. De honden slaan aan als de wolvin in de schaapskooi kruipt en de boeren gooien het scherpe sop van ongebrande as over haar huid. Ze kan ontsnappen en komt bij de vos, die zegt dat de boeren hem hebben overvallen en al zijn botten gebroken zijn. Hij laat zich dragen door de wolvin, die nauwelijks vooruit kan komen. Dan gaat hij snel weg en lacht haar uit.

## Achtergronden bij het verhaal
- Het sprookje komt uit Bohemen.
- Het is een zeer bekend verhaal uit de kring rond de Reinaert de vos-fabels.
- Er zijn meer van dit soort verhalen, zoals De wolf en de mens (KHM72), De wolf en de vos (KHM73), De vos en de kat (KHM75) en De vos en de ganzen (KHM86).